# Randolph megye (Alabama)
Randolph megye az Amerikai Egyesült Államokban, azon belül Alabama államban található. Az állam keleti középső részén található Randolph megye a roanoke-i lakos Ella Gantt Smith (1868-1932) otthona volt, az " Ella Smith elpusztíthatatlan baba " feltalálója és gyártója. A megye dombok, sok tó és folyó között terül el, és számos lehetőséget kínál a vadon élő állatok megtekintésére és a szabadtéri kikapcsolódásra. Randolph megyét egy választott öttagú bizottság irányítja, és magában foglalja Roanoke bejegyzett közösségét is . Megyeszékhelye Wedowee, legnagyobb városa Roanoke. Lakosainak száma 21 967 fő (2020. április 1.). Randolph megye Cleburne, Chambers, Carroll, Heard, Troup, Tallapoosa és Clay megyékkel határos.

## Történet
Az alabamai törvényhozás 1832. december 18-án hozta létre Randolph megyét az 1832-es cussetai szerződésben a Creek indiánoktól megszerzett földterületekből. A megyét John Randolph (1773-1833) virginiai államférfi tiszteletére nevezték el. Az első telepesek többnyire Georgiából és a Karolinából származtak, és a legkorábbi települések és városok közé tartozott Louina (már nem létezik), Roanoke, Wedowee és Wadley.
Az első megyeszékhely a Hedgeman Triplett's Ferry (később Blake's Ferry néven) vagy annak közelében volt a Big Tallapoosa folyón. 1834-ben a megyeszékhelyet Wedowee-ba helyezték át, ami muszka nyelven "guruló vizet" jelent. A bíróságot 1836-ig a szabad ég alatt tartották, ekkor épült fel egy fatörvényszék. 1839 és 1841 között Wedowee McDonald néven volt ismert. A rönkszerkezetet 1857-ben téglából épült bíróság váltotta fel, de 1896-ban tűzvész pusztította el, minden iratával együtt. 1897-ben új bírósági épületet építettek, 1937-ben pedig kiegészítették az épületet. Ez a bíróság 1940-ben leégett, de az iratok nagy részét megmentették. Az 1941-ben épült modern bíróság ma is használatban van.

## Népesség
A 2020-as népszámlálási becslések szerint Randolph megye lakossága 21 967 volt. A válaszadók 78,3 százaléka fehérnek, 18,8 százaléka afro-amerikainak, 2,9 százaléka spanyolajkúnak, 1,7 százaléka két vagy több rasszúnak, 0,5 százaléka ázsiainak, 0,5 százaléka indiánnak és 0,1 százaléka hawaiinak vagy csendes-óceáni szigetlakónak vallotta magát. Randolph megye legnagyobb városa Roanoke, amelynek becsült lakossága 5931 fő. Wedowee megyeszékhelynek 854 lakosa volt. További népesedési központok közé tartozik  Rock Mills, Woodland és Wadley. A háztartások medián jövedelme 45 141 dollár volt, szemben az állam egészére vonatkozó 52 035 dollárral, Randolph megyében pedig 24 744 dollár volt az egy főre jutó jövedelem, szemben az állam egészének 28 934 dollárjával.
A megye népességének változása:
| Lakosok száma | 22 931 | 22 855 | 22 720 | 22 727 | 22 696 | 21 967 |
|               | 2010   | 2011   | 2012   | 2013   | 2015   | 2020   |

## Gazdaság
A Piemont-fennsíkon található Randolph megye viszonylag szegényes talajjal rendelkezik, de sok ásványkincs található. A polgárháború előtt a gazdák elsősorban az állattenyésztésre és az önellátó mezőgazdaságra összpontosítottak. A pamut az 1860-as években fontos gazdasági árucikké vált, és az 1940-es évek közepéig az is maradt. Az 1930-as és 1940-es években a gazdálkodók baromfi- és kereskedelmi zöldségfélékre diverzifikáltak. Ezek a növények, a szarvasmarha és az erdőgazdálkodás mellett ma is fontosak. Bár Randolph megyében rengeteg ásványkincs található, beleértve az aranyat , a rezet, a csillámot és a kaolint, a bányászat magas költségei a tizenkilencedik század során megfizethetetlennek bizonyultak. Következésképpen a XX. században kevés bányászati tevékenységet kíséreltek meg. Az 1920-as évek végén az Alabama Power Company elkezdett földeket vásárolni a Tallapoosa folyó mentén, hogy vízerőművet építsen. Bár a projekt késéseket mutatott, a tevékenység az 1960-as és 1970-es években megélénkült, és 1983-ban az RL Harris-gát projektből származó villamos energia bekapcsolódott a hálózatba.

## Foglalkoztatás
A 2020-as népszámlálási becslések szerint Randolph megyében a munkaerő a következő ipari kategóriák között oszlik meg:
- Feldolgozóipar (26,5 százalék)
- Oktatási szolgáltatások, valamint egészségügyi és szociális segélyek (20,6 százalék)
- Kiskereskedelem (11,0 százalék)
- Építőipar (7,2 százalék)
- Szakmai, tudományos, gazdálkodási, valamint adminisztratív és hulladékgazdálkodási szolgáltatások (5,8 százalék)
- Szállítás és raktározás, valamint közművek (5,8 százalék)
- Pénzügy és biztosítás, valamint ingatlan, bérbeadás és lízing (4,9 százalék)
- Közigazgatás (4,5 százalék)
- Egyéb szolgáltatások, kivéve a közigazgatást (4,3 százalék)
- Művészetek, szórakoztatás, rekreáció, valamint szállás- és étkezési szolgáltatások (3,6 százalék)
- Mezőgazdaság, erdőgazdálkodás, halászat és vadászat, valamint kitermelő (3,5 százalék)
- Információ (1,2 százalék)
- Nagykereskedelem (1,2 százalék)

## Oktatás
A Randolph megyei iskolarendszer hat általános és középiskolát felügyel; A Roanoke városi iskolarendszer négy általános és középiskolát felügyel. A Randolph-Roanoke Area Szakképző Iskolát 1973-ban alapították Wedowee -ban, és kiegészítő tanfolyamokat kínál középiskolásoknak és felnőtteknek. A Southern Union State Community College egy kétéves állami főiskola akadémiai, műszaki és egészségtudományi programokkal, és van egy campusa Wadley ben.

## Földrajz
A hozzávetőleg 580 négyzetmérföldes Randolph megye Alabama legkisebb megyéi közé tartozik. A megye az állam keleti középső részén, a piemonti fiziográfiai szakaszban fekszik. Randolph megye keleten Georgia, északon Cleburne , nyugaton Clay megye, délkeleten Tallapoosa megye és délen Chambers megye határolja.
A megyén áthaladó Tallapoosa folyó 120 halfajnak és 31 kagylófajnak ad otthont. Az RL Harris-gát alkotja a 10 000 hektáros Wedowee-tavat a Tallapoosa felső részén. A Tallapoosa felső és középső mellékfolyói számos kikapcsolódási lehetőséget és festői kilátást kínálnak Randolph megyében. A Chattahoochee folyó néhány mellékfolyója a megye keleti felén is áthalad.
Az US Highway 431 Randolph megye fő közlekedési útvonala. Az autópálya a megye északnyugati részétől a megye délkeleti részéig tart. A roanokei városi repülőtér a megye egyetlen nyilvános repülőtere .

## Események és látnivalók
Randolph megye számos szabadidős tevékenységet kínál. A Wedowee-tó több mint 270 mérföldnyi partszakasszal rendelkezik madármegfigyelésre, csónakázásra, horgászatra, túrázásra és piknikezésre. A Tallapoosa folyó és számos mellékfolyója horgászási és csónakázási lehetőséget is kínál a látogatóknak. A Piemont-fennsík madárösvénye 3,6 millió hektáron kanyarog a megyében. A Talladega Nemzeti Erdő találkozik Randolph megye északnyugati határával. 375 000 hektáron számos szabadidős tevékenységet kínál, beleértve a vadászatot, túrázást, kempingezést, madárlesést és piknikezést.
A roanoke-i Randolph Megyei Történeti Múzeumban az egész megyéből származó történelmi tárgyak találhatók, köztük indián relikviák, történelmi dokumentumok, polgárháborús emlékek, vintage ruházat és Ella Smith babák. A Roanoke Downtown Historic District számos építészetileg jelentős reneszánsz és román stílusú épülettel rendelkezik, amelyek közül sok szerepel a történelmi helyek nemzeti nyilvántartásában.